# رادارست-۲
رادارست-۲ (انگلیسی: Radarsat-2) یکی از ماهواره‌های دیدبانی زمین متعلق به آژانس فضایی کانادا است که در ۱۴ دسامبر ۲۰۰۷ از پایگاه فضایی بایکونور با موفقیت به فضا پرتاب شد. ماهواره رادارست-۲ پیش از پرتاب در آزمایشگاه دیوید فلوریدا در نزدیکی اتاوا مونتاژ، یکپارچه‌سازی و آزمایش شده بود.
رادارست-۲ مجهز به رادار دهانه ترکیبی (SAR) بوده و بیشترین وضوح تصاویر آن ۱ متر است. مأموریت رادارست-۲ در ادامه فعالیت ماهواره رادارست-۱ است که فعالیت آن در آوریل ۲۰۱۳ پایان یافت. ارتفاع مداری رادارست-۲ همانند رادارست-۱ (۷۹۸ کیلومتر) و مدار آن خورشیدآهنگ است.
در ژوئیه ۲۰۰۹ وزارت دفاع ملی کانادا برنامه خود برای افزایش استفاده از رادارست-۲ به منظور نظارت بر سواحل کانادا و قطب شمال را اعلام کرد. در این راستا ۲۵ میلیون دلار به شرکت مالک این ماهواره برای افزایش قابلیت‌های آن به منظور تشخیص بهتر کشتی‌ها اهدا شد.